# Scaphoideus paludosus
Scaphoideus paludosus är en insektsart som beskrevs av Ball 1932. Scaphoideus paludosus ingår i släktet Scaphoideus och familjen dvärgstritar. Inga underarter finns listade i Catalogue of Life.